# Gustave Augustin Rouxel
Gustave Augustin Rouxel est un prélat catholique français né le 2 février 1840 à Redon et mort le 16 mars 1908 à La Nouvelle-Orléans.

## Biographie
Gustave Augustin Rouxel est ordonné prêtre le 4 novembre 1863. Le 10 février 1899, il est nommé évêque titulaire de Curium (de) et est consacré le 9 avril 1899 par Placide-Louis Chapelle avec comme co-consécrateurs Thomas Heslin (en) et Ignacio Montes de Oca y Obregón (es)